# Cecyliusz
Cecyliusz – imię męskie pochodzenia łacińskiego. Wywodzi się od nazwy rodu Cecyliuszów.
Cecyliusz imieniny obchodzi 1 lutego, 15 maja i 3 czerwca.
Znane osoby noszące imię Cecyliusz:
- Cecil Barclay – oficer tajnej służby wywiadowczej MI6
- Cecil B. DeMille – amerykański filmowiec
- Cecil Farris Bryant – polityk amerykański, działacz Partii Demokratycznej
- Cecil Frank Powell – fizyk angielski, laureat nagrody nobla
- Cecil Purdy – australijski szachista i dziennikarz
- Cecil Rhodes – polityk brytyjski, przedsiębiorca
- Cecyliusz Stacjusz – komediopisarz rzymski

Zobacz też:
- Kwintus Cecyliusz Metellus Nepos Młodszy – polityk rzymski

Żeński odpowiednik: Cecylia